# 浔峰洲
浔峰洲，又名浔冈洲、浔峰岛，是广东省广州市与佛山市相接壤的一个江中小洲，面积26.8平方公里，四面环水，以洲中浔峰山命名，因轮廓像一只草鞋，俗称“草鞋洲”。现浔峰洲为广佛两市分管，洲东金沙洲属广州市白云区金沙街道，面积约8.3平方公里，洲北金草洲属佛山市南海区里水镇，面积约6.7平方公里，洲南属佛山市南海区大沥镇海北新城，面积约11.8平方公里。两地规划常住人口约共50万人。

## 历史
浔峰洲为河中泥沙堆积而成，浔峰山是浔峰洲主要山体，海拔120米。浔峰洲原设十三乡，属南海县辖内。清代著名科学家、浔冈洲人邹伯奇主持绘制《浔冈洲图》，将岛内自然村之间的交通要道、河涌、桥梁等一一标注，代表了当时绘制地图的最高技法和水平。其族人将《浔冈洲图》用贞石刻制，立于泌冲风劝祠内。
1959年进行行政区域调整，将十三乡中的横沙、沙凤划入广州郊区，从此浔峰洲为两市共治。1994年，广州将其管辖范围命名为“金沙洲”，其后发展成大型居住区。广佛同城化启动建设后，2010年，南海里水镇将浔峰洲北部的草场、洲村命名为“金草洲”，大沥镇将浔峰洲南部的泌冲、白沙和沙溪规划为“海北新城”。